# Ночь расстрелянных поэтов
«Ночь поэтов» (бел. Ноч паэтаў), «Ночь расстрелянных поэтов» (бел. Ноч расстраляных паэтаў) или «Чёрная ночь» (бел. Чорная ноч) — массовое политическое убийство представителей белорусской и еврейской интеллигенции, а также деятелей культуры, науки и искусства, произошедшее в ночь с 29 на 30 октября 1937 года во внутренней тюрьме НКВД и Пищаловском замке в Минске. Один из самых значимых моментов репрессий в БССР.
В 1988 году все расстрелянные были реабилитированы Военной коллегией Верховного суда СССР.

## Ход событий
- Январь 1937 года: сотрудниками управления госбезопасности НКВД БССР придумано так называемое «Объединённое антисоветское подполье» (ОАП), которое включало 13 автономных организаций:

1. Антисоветская националистическая организация «Белорусская национальная самопомощь»
2. Антисоветская террористическая организация «Союз борьбы за освобождение Белоруссии»
3. Белорусская автокефальная церковь
4. Бундовско-сионистская организация
5. Контрреволюционная организация «Культурная помощь деревне»
6. Контрреволюционная антисоветская организация «Белорусское отделение крестьянского бюро меньшевиков»
7. Организация правых
8. Национал-фашистская организация
9. Сионистская контрреволюционная организация «Левый Гехалуц»
10. Сионистская молодёжная организация
11. Троцкистско-террористическая организация
12. Шпионско-повстанческая организация
13. Эсеровская организация

- Январь—февраль 1937 года — первые аресты
- 7 сентября 1937 года — Сталин подписал список лиц, по его мнению причастных к антисоветской деятельности на территории БССР. Список также был подписан Молотовым, Кагановичем, Ворошиловым и Ежовым. В список вошли 103 человека, приговорённые к расстрелу и ещё 6, приговорённых к 10 и более годам лагерей.
- 15 сентября 1937 года — список дополнен Наркоматом внутренних дел БССР.
- также 15 сентября 1937 года начинаются первые судебные процессы.
- ночь с 29 на 30 октября 1937 года — «Чёрная ночь». В подвальных помещениях Внутренней тюрьмы НКВД и Пищаловском замке в Минске сотрудники НКВД расстреливают видных деятелей культуры, науки и искусства БССР, а также представителей интеллигенции. Далее их тела вывозят за город, в урочище Куропаты, где хоронят в заранее выкопанных могилах.

Последующие расстрелы в Куропатах продолжались до 1941 года, вплоть до занятия Минска гитлеровскими войсками.

## Число жертв
Официальное число жертв, расстрелянных с 29 по 30 октября, достигает 132 человека, однако жертв может быть и больше. Последующие расстрелы длились  ещё до середины 1938 года.

## Известные жертвы

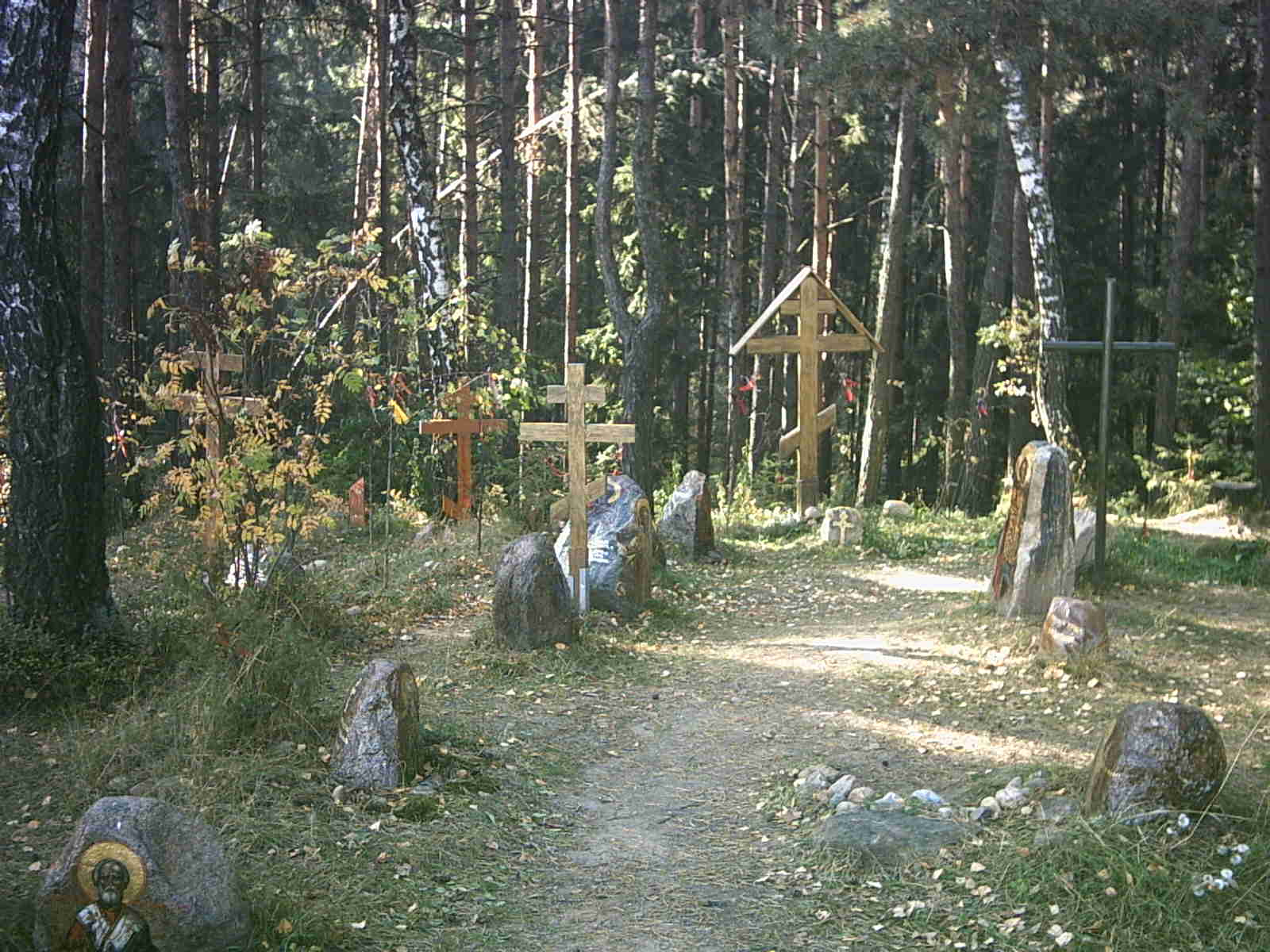
Куропаты — место, где были захоронены тела расстрелянных

Писатели, литераторы, литературные критики: Михась Чарот, Алесь Дударь, Анатоль Вольный, Михась Зарецкий, Платон Головач, Тодор Кляшторный, Юрка Лявонный, Валерий Моряков, Моисей Кульбак, Изи Харик, Василий Сташевский, Янка Нёманский, Зяма Пивоваров, Василий Коваль, Макар Шалай, Арон Юдельсон и другие.
Государственные деятели: Максим Левков (Народный комиссар юстиции БССР и Генеральный прокурор БССР), Лев Моисеев (член КПБ), Борис Малов (сотрудник Народного комиссариата торговли БССР), Борис Марьянов (член КПБ), Дмитрий Селов (сотрудник Народного комиссариата просвещения БССР), Андрей Турлай (Народный комиссар совхозов БССР), Александр Воронченко (Народный комиссар просвещения БССР), Виктор Яркин (председатель ЧК БССР), Захар Ковальчук (глава ЦК Профсоюзов БССР), Александр Чернушевич (Народный комиссар просвещения БССР с 1933 по 1936).
Учёные: Ананий Дьяков (ректор БГУ), Иван Живуцкий, Наум Замалин (профессор Витебского ветеринарного института), Иван Карпенко (ветеринар), Елизар Мазель (ветеринар), Степан Маргелов (географ), Павел Мухин (ветеринар), Григорий Протасеня (агрохимик), Михаил Рыдевский (профессор), Пантелей Сердюк (биолог), Евгений Успенский (физик), Иосиф Кореневский (ректор БГУ).

## Память

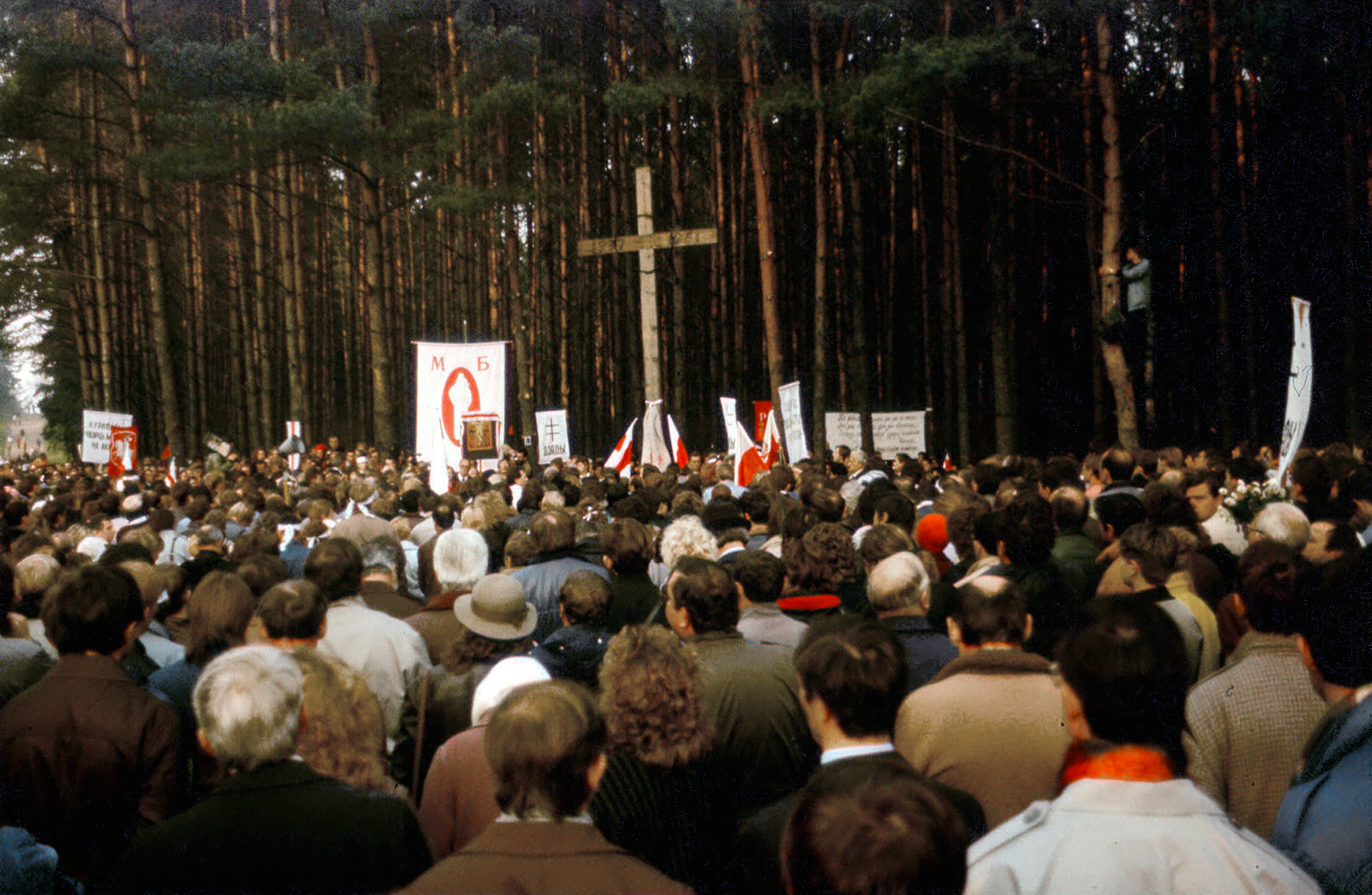
Первая акция памяти в Куропатах, 30 октября 1988 года

Почти ежегодно в Куропатах и не только проводятся акции памяти невинно казнённых.
Первое подобное мероприятие состоялось 30 октября 1988 года. По некоторым данным, в нём принимало участие несколько тысяч человек. Митинг был разогнан внутренними войсками с применением спецсредств, что вызвало негодование значительной части общества и обострило внимание к Куропатам и, в частности, к «Ночи расстрелянных поэтов».
Обычно на этих памятных мероприятиях читаются стихи погибших поэтов, выступают известные белорусские политики (часто с критикой деятельности А. Лукашенко) и звучат значимые для белорусов песни.

## Отображение в кинематографе
- Купала (2020)